# 北九州市立槻田中学校
北九州市立槻田中学校（きたきゅうしゅうしりつ つきだちゅうがっこう）は、福岡県北九州市八幡東区宮の町一丁目にある公立中学校。

## 歴史
- 1950年（昭和25年） - 「八幡市立槻田中学校」として開校する。
- 1971年（昭和46年） - 第1回全国中学校バスケットボール大会にて、女子バスケットボール部が優勝する。
- 1979年（昭和54年） - 視聴覚教室にLL機器を設置する。
- 1987年（昭和62年） - 柔剣道場が竣工する。
- 1990年（平成2年） - 楽焼窯を新設する。
- 1994年（平成6年） - パソコン教室を設置。
- 1995年（平成7年） - プール新設。
- 1996年（平成8年） - 創立50周年を迎える。「槻中フェスティバル」が開催される。
- 2001年（平成13年） - 国旗、市旗、校旗の掲揚台が完成する。
- 2002年（平成14年） - スクールカウンセラーを配置する。軟式野球部が九州大会に出場する。
- 2004年（平成16年） - 新体育館完成。
- 2010年（平成22年） - 完全給食が開始される。
- 2011年（平成23年） - 図書室にエアコンが設置される。
- 2016年（平成28年） - 全学級にエアコンが設置される。

## 交通
- 西鉄バス北九州

「宮の町」が最寄。
- JR九州鹿児島本線

スペースワールド駅が最寄。

## 年間行事
- 4月 入学式
- 5月 修学旅行（3年生）
- 6月 ふれあい合宿（1年生）、生徒総会
- 7月 中体連夏季大会
- 9月 体育大会
- 10月 農村民泊体験学習（2年生）
- 11月 文化発表会
- 12月 クラスマッチ（3年生）
- 2月 百人一首大会（1年生、2年生）
- 3月 クラスマッチ（1年生、2年生）、卒業式

## 周辺施設
- 北九州都市高速道路山路出入口
- 福岡県立八幡高校
- 北九州市立祝町小学校
- 天疫神社
- 専門学校 大原自動車工科大学校